# Echter Salbei
Der oder die Echte Salbei (Salvia officinalis), auch Garten-Salbei, Küchensalbei oder Heilsalbei genannt, ist eine Pflanzenart aus der Gattung Salbei (Salvia). Diese immergrüne Gewürz- und Heilpflanze stammt aus dem Mittelmeerraum, ist aber mittlerweile in Kultur in ganz Europa verbreitet.

## Beschreibung

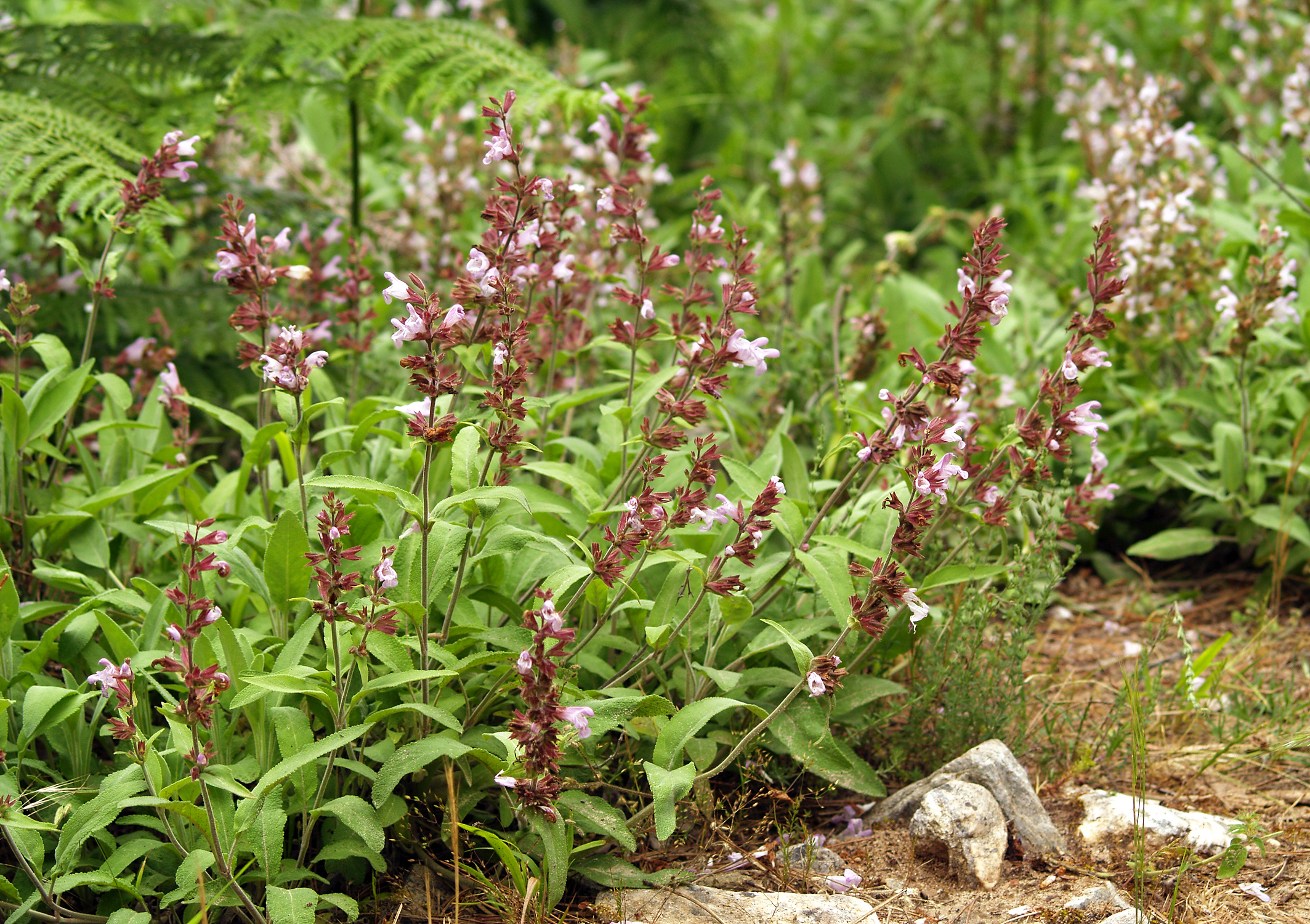
Habitus

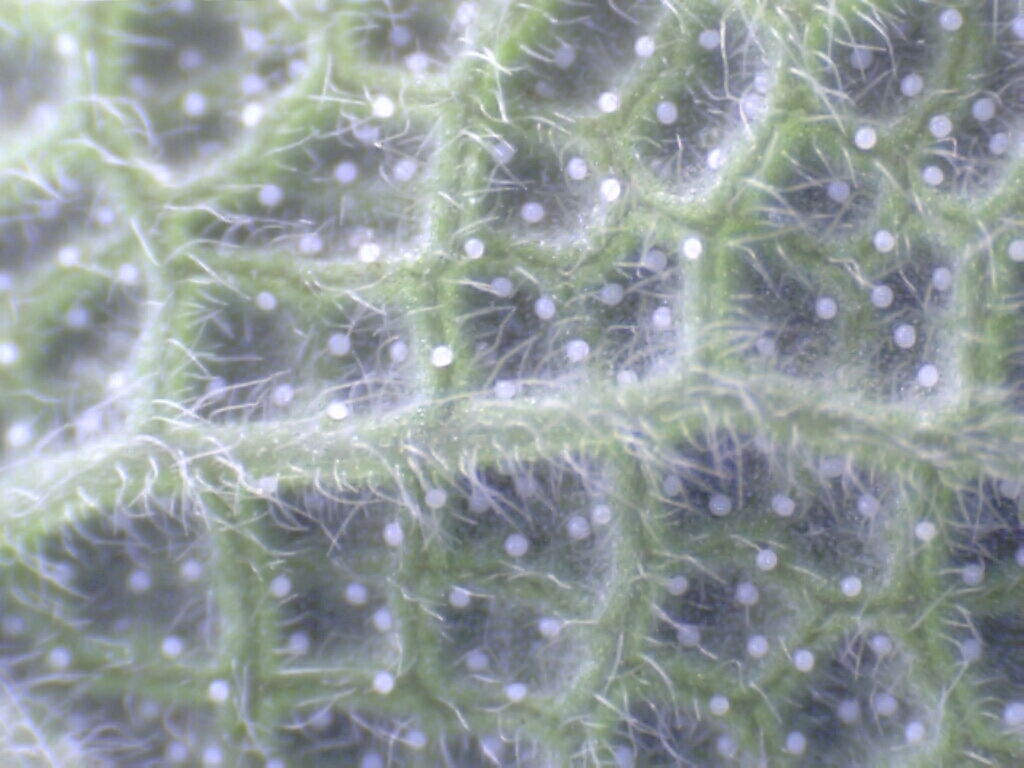
Behaarte Blattunterseite

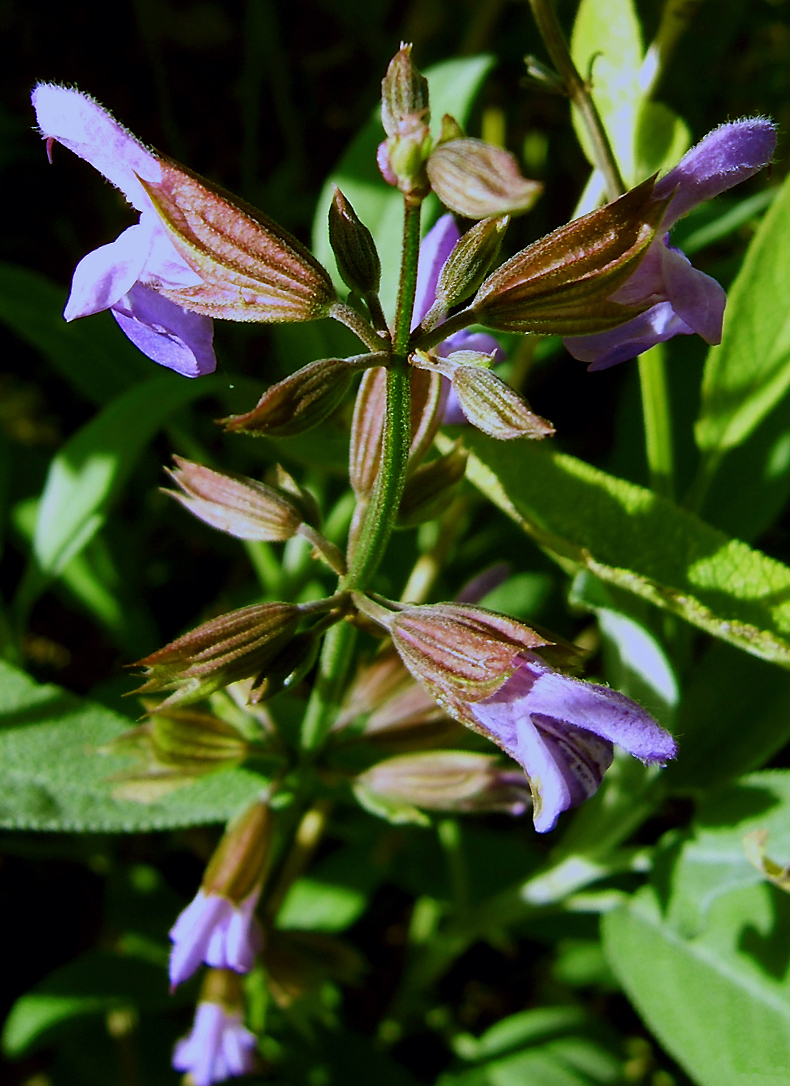
Blütenstand mit zygomorphen Blüten

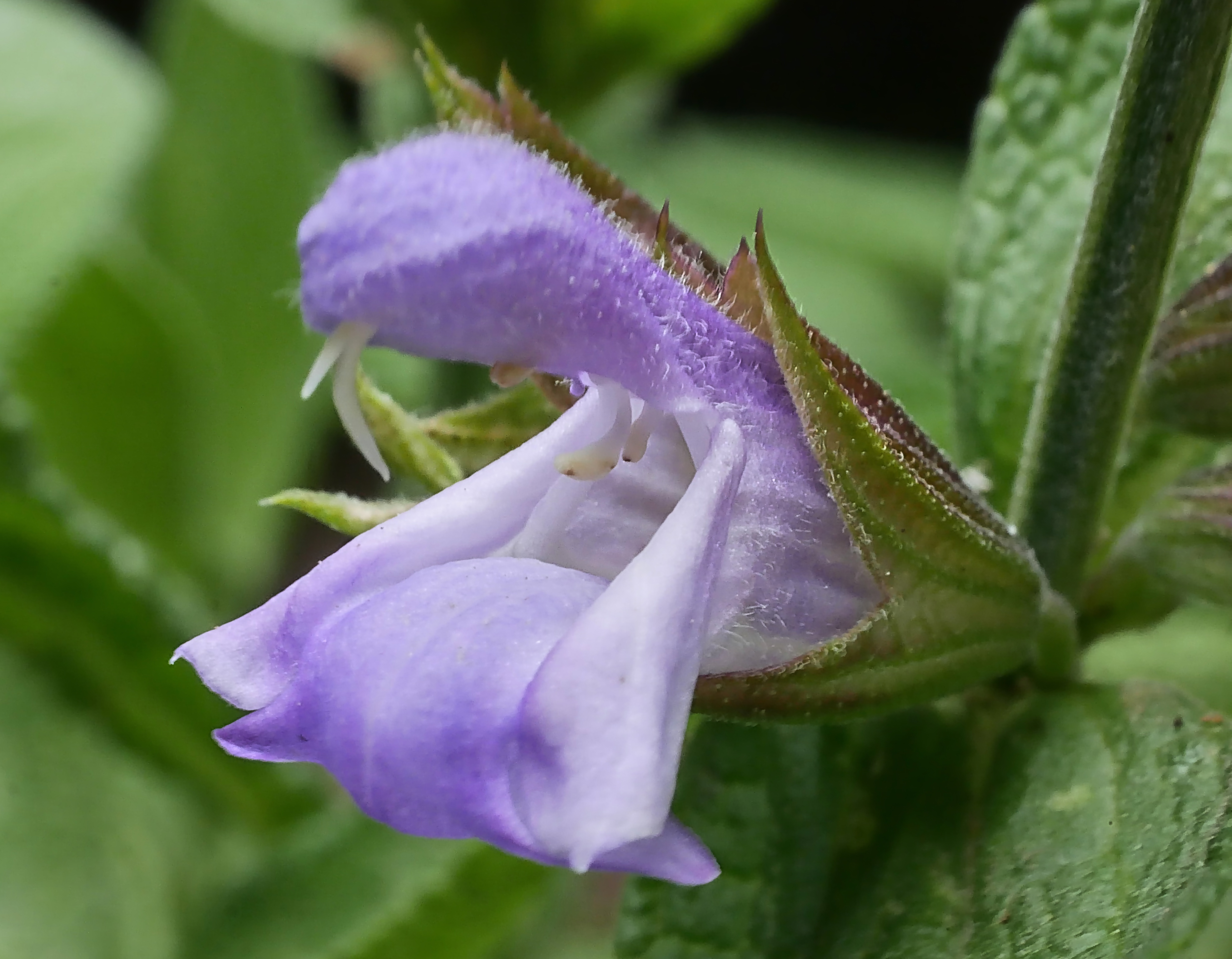
Einzelblüte

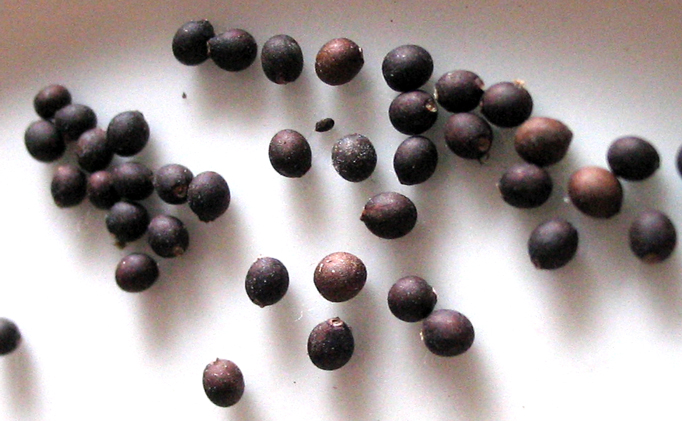
Klausen

### Erscheinungsbild und Blatt
Der Echte Salbei wächst als Halbstrauch und erreicht Wuchshöhen von bis zu 80 Zentimetern. Alle seine Pflanzenteile besitzen einen starken aromatischen Geruch. Die in Bodennähe verholzten Stängel des Echten Salbei sind schwach vierkantig bis rundlich und in der Regel von unten an stark verzweigt. Sie steigen gerade oder bogig gekrümmt auf und sind besonders im oberen Teil dicht kraus behaart. Aus dem verholzten Stängelteil, aber auch aus den Achseln der unteren Blätter am Stängel, treiben häufig dicht beblätterte, sterile Zweige. Sie bilden also keinen Blütenstand.
Die Laubblätter stehen paarweise gegenständig am Stängel. Die unteren Laubblätter haben einen Stiel, der so lang wie die Blattspreite sein kann (bis etwa 9 Zentimeter). Die Länge der Blattstiele nimmt am Stängel nach oben hin ab; die oberen Blätter sind ungestielt (sitzend). Die einfachen Blattspreiten sind bei einer Länge von etwa 2 bis 9 Zentimetern und einer Breite von 0,5 bis zu 5 Zentimeter länglich-eiförmig bis schmal elliptisch. Die runzelige Blattoberfläche ist weißfilzig behaart und daher von graugrüner Farbe. Ältere Laubblätter verkahlen, besonders auf der Oberseite. Der Blattrand ist ringsum fein gekerbt bis fast ganzrandig.

### Blütenstand, Blüten und Frucht
Die Blütezeit reicht in Mitteleuropa von Mai bis Juli. Die Blüten stehen an kurzen Blütenstielen im oberen Stängelteil zu je vier bis zehn in fünf bis acht lockeren Scheinquirlen. Die zwittrigen Blüten sind zygomorph und fünfzählig mit doppelter Blütenhülle. Der etwa 1 Zentimeter lange, meist rotbraune röhrig-glockige Blütenkelch ist deutlich in einen oberen Teil mit drei und einen unteren mit zwei Zipfeln gegliedert und auf den Nerven und am Rand flaumig behaart. Die Kelchröhre ist etwa 8 Millimeter lang. Die violetten, selten rosafarbenen oder weißen Blütenkronen haben die typische Form der Lippenblütengewächse und sind 2 bis 3 Zentimeter lang. Die Oberlippe ist fast gerade und vergleichsweise wenig gewölbt und in 2 kurze abgerundete Lappen geteilt. Die Unterlippe ist dreiteilig und hat einen ausgerandeten rundlichen Mittellappen. Von den 4 Staubblättern sind die hinteren 2 nur als Staminodien entwickelt. Der obere Griffelast ist kürzer als der untere. Die Klausenfrüchte zerfallen in vier schwarze etwa 2 bis 3 Millimeter große Klausen.

### Chromosomensatz
Die Chromosomenzahl beträgt 2n = 14.

## Vorkommen
Der Echte Salbei ist eine traditionelle Pflanzenart der Bauerngärten. Als wärmeliebende Pflanze mediterraner Herkunft ist er in Mitteleuropa nur bedingt winterhart und benötigt in klimatisch rauen Lagen Winterschutz. Er ist daher wenig konkurrenzfähig zu Wildpflanzen und in Mitteleuropa nur selten verwildert anzutreffen. Der Echte Salbei gedeiht am besten auf kalkreichen, steinigen und trockenen Böden (beispielsweise in lückigen Xerothermrasen).
Die ökologischen Zeigerwerte nach Landolt et al. 2010 sind in der Schweiz: Feuchtezahl F = 1+ (trocken), Lichtzahl L = 4 (hell), Reaktionszahl R = 4 (neutral bis basisch), Temperaturzahl T = 4+ (warm-kollin), Nährstoffzahl N = 3 (mäßig nährstoffarm bis mäßig nährstoffreich), Kontinentalitätszahl K = 4 (subkontinental).

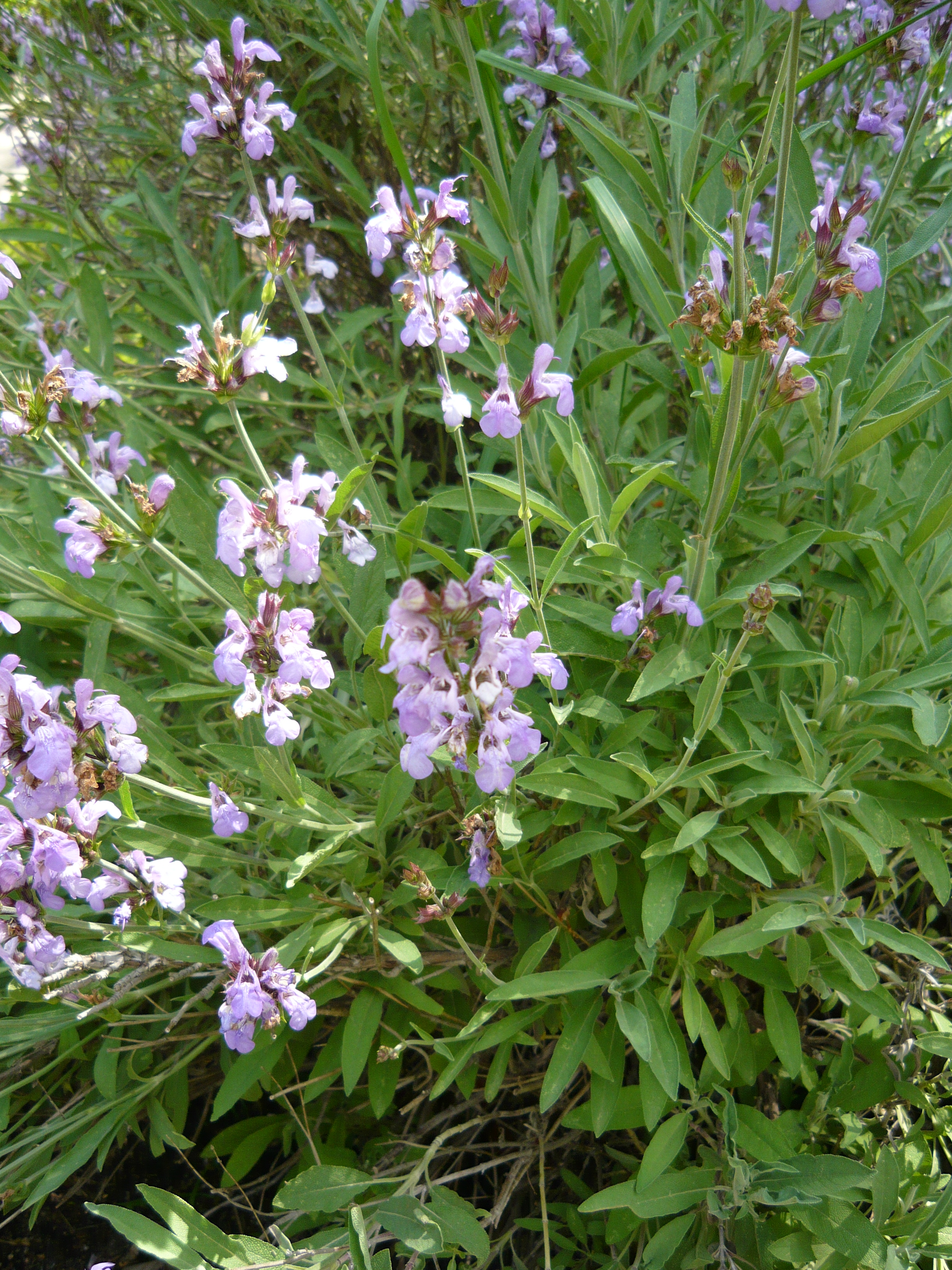
Habitus, Laubblätter und Blütenstände von Salvia officinalis subsp. lavandulifolia

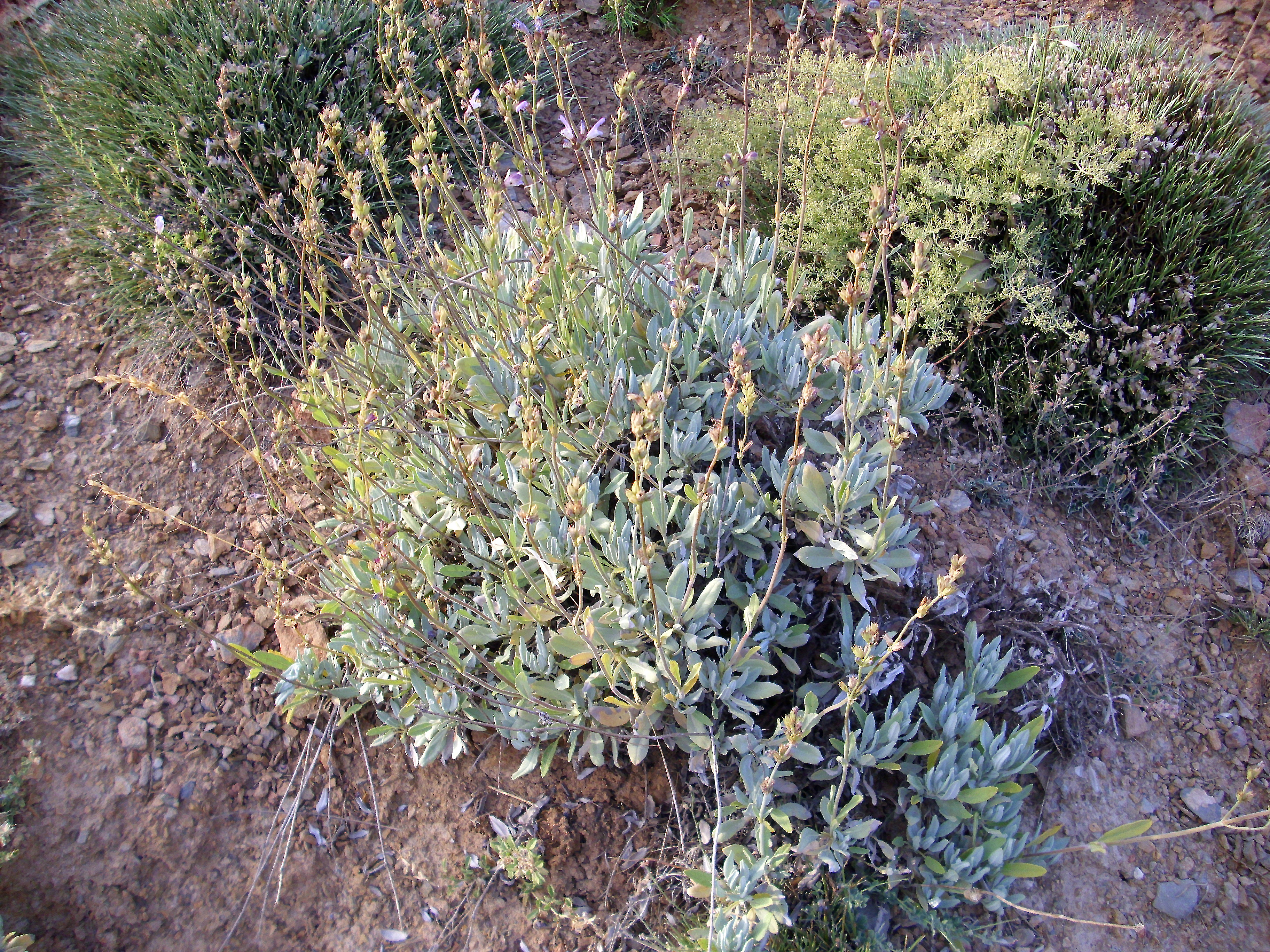
Habitus und Laubblätter im Habitat von Salvia officinalis subsp. oxyodon

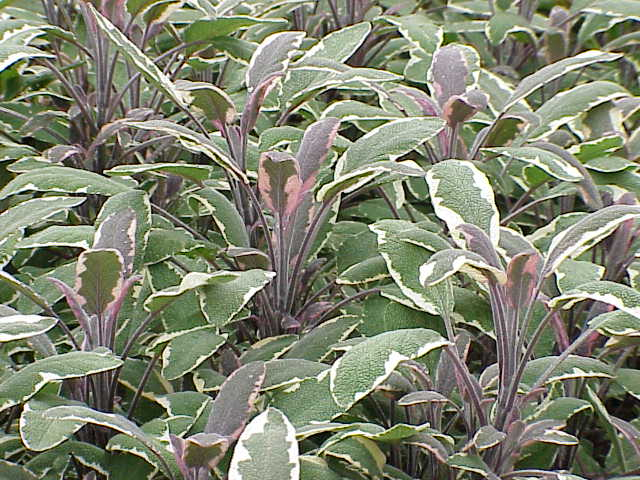
Panaschierte Laubblätter der Sorte ‘Tricolor’

## Systematik und Verbreitung
Die Erstveröffentlichung von Salvia officinalis erfolgte 1753 durch Carl von Linné. Viele Synonyme sind nur Kulturformen.
Je nach Autor gibt es von Salvia officinalis mehrere Unterarten:
- Salvia officinalis subsp. gallica (W.Lippert) Reales, D.Rivera & Obón (Syn.: Salvia lavandulifolia subsp. gallica W.Lippert, Salvia officinalis var. gallica (W.Lippert) O.Bolòs & Vigo):[7] Sie kommt von Südwestdeutschland bis Italien vor.[6]
- Salvia officinalis subsp. lavandulifolia (Vahl) Gams (Syn.: Salvia lavandulifolia Vahl, Salvia officinalis var. lavandulifolia (Vahl) O.Bolòs & Vigo, Salvia hispanorum Lag., Salvia tenuior Desf. ex Roem. & Schult., Salvia rosmarinifolia G.Don, Salvia officinalis var. hispanica Boiss., Salvia officinalis var. hispanorum (Lag.) Benth., Salvia approximata Pau, Salvia lavandulifolia subsp. pyrenaeorum W.Lippert, Salvia lavandulifolia subsp. approximata (Pau) Figuerola, Salvia lavandulifolia var. adenostachys (O.Bolòs & Vigo) Figuerola, Salvia lavandulifolia var. trichostachya (Font Quer ex O.Bolòs & Vigo) Figuerola, Salvia lavandulifolia var. approximata (Pau) Figuerola, Stübing & Peris, Salvia lavandulifolia var. pyrenaeorum (W.Lippert) Figuerola, Stübing & Peris, Salvia officinalis subvar. adenostachys (O.Bolòs & Vigo) O.Bolòs & Vigo, Salvia officinalis var. adenostachys (O.Bolòs & Vigo) O.Bolòs & Vigo, Salvia officinalis var. approximata (Pau) O.Bolòs & Vigo, Salvia officinalis var. trichostachya (Font Quer ex O.Bolòs & Vigo) O.Bolòs & Vigo): Sie kommt nur im zentralen und östlichen Spanien vor.[6] Sie steigt in Spanien in Granada bis etwa 2000 Meter Meereshöhe auf.[1]
- Salvia officinalis subsp. multiflora Gajic: Sie kommt auf der nordwestlichen Balkanhalbinsel vor.[6]
- Salvia officinalis L. subsp. officinalis (Syn.: Oboskon cretica (L.) Raf., Salvia cretica L., Salvia hispanica Garsault, Salvia minor Garsault, Salvia digyna Stokes, Salvia chromatica Hoffmanns., Salvia grandiflora Ten. nom. illeg., Salvia papillosa Hoffmanns., Salvia crispa Ten., Salvia clusii Vilm., Salvia tricolor Vilm., Salvia officinalis var. absynthiina Alef., Salvia officinalis var. albiflora Alef., Salvia officinalis var. crispa Alef., Salvia officinalis var. icterina Alef., Salvia officinalis var. latifolia Alef., Salvia officinalis var. milleri Alef., Salvia officinalis var. purpurascens Alef., Salvia officinalis var. rubriflora Alef., Salvia officinalis var. salicifolia Alef., Salvia officinalis var. sturnina Alef., Salvia officinalis var. tenuior Alef., Salvia officinalis var. alba Bean, Salvia officinalis var. variegata (Abbey) Bean, Salvia officinalis var. frankei Gajic Salvia officinalis var. longiaristata Kojic & Gajic): Die Heimat ist Italien und die westliche Balkanhalbinsel.[6]
- Salvia officinalis subsp. oxyodon (Webb & Heldr.) Reales, D.Rivera & Obón (Syn.: Salvia oxyodon Webb & Heldr., Salvia lavandulifolia subsp. oxyodon (Webb & Heldr.) Rivas Goday & Rivas Mart., Salvia lavandulifolia var. lagascana Webb, Salvia lavandulifolia var. spicata Willk., Salvia aucheri var. aurasiaca Maire, Salvia officinalis var. purpurascens Cuatrec. nom. illeg., Salvia lavandulifolia var. aurasiaca (Maire) Rosua & Blanca, Salvia blancoana var. aurasiaca (Maire) Figuerola, Salvia blancoana var. lagascana (Webb) Figuerola):[7] Sie kommt nur im südöstlichen Spanien vor.[6]

## Inhaltsstoffe des Heilsalbeis
Die Hauptwirkstoffe sind die ätherischen Öle mit den Inhaltsstoffen Thujon, Linalool und 1,8-Cineol, Gerbstoffe sowie Bitterstoffe. Salbei enthält darüber hinaus eine Vielzahl an Flavonoiden, wobei Rosmarinsäure gefolgt von Kaffeesäuren am häufigsten vorkommen.
Bei Überdosierung ist das ätherische Öl durch seinen Gehalt an Thujonen giftig. Die Verwendung von Salbei für den Dauergebrauch als Kräutertee wird daher als bedenklich angesehen.

## Verwendung

### In der Küche
Die Verwendung von Salbei als Heilmittel hat eine lange Tradition. Als Gewürz hielt er erst im Mittelalter Einzug in unsere Küche. Salbei wird die Fähigkeit zugesprochen, das Ranzigwerden von Fetten zu verlangsamen.
Salbei riecht aromatisch und schmeckt würzig, bitter und ist adstringierend (d. h. zusammenziehend oder auch „pelziges“ Mundgefühl). Das Gewürz wird für Fleischgerichte, Wild, Geflügel, Würste, Fischgerichte und Kräuterkäse benutzt. Besonders zu fetten Speisen passt Salbei gut, denn er fördert die Bekömmlichkeit schwerer Kost.
Roh und fein gehackt sind Salbeiblätter geeignet für Fischgerichte und Geflügelfüllungen, zum Aromatisieren von Gemüse und Suppen wird Salbei ebenfalls verwendet.
Im 19. Jahrhundert waren Salbeiküchlein ein klassisches Gebäck für die Kirchweih oder Kirmes, was auf ihren angeblichen Schutz vor Rausch zurückgeht.
In vielen Ländern, so z. B. in der Türkei, ist Salbeitee ein traditionelles Getränk (Siehe auch Türkische Kräutertees).

### Salbei in der Kosmetik
Die im Salbei enthaltenden Gerbstoffe lassen sich auch für kosmetische Zwecke im Bereich der Haare einsetzen. Angewendet wird Salbei dabei als Sud, der die Haare insgesamt dunkler macht. Salbei lässt sich ferner bei unreiner Haut anwenden.

### Salbei als Bienenweide
Die Blüten des Salbeis sind eine hervorragende Bienenweide, der mögliche Honigertrag pro Hektar Anbaufläche kann 600 kg im Jahr überschreiten und übertrifft damit noch deutlich als gute Bienenweide geltende Pflanzen wie den Raps.

### In der Heilkunde

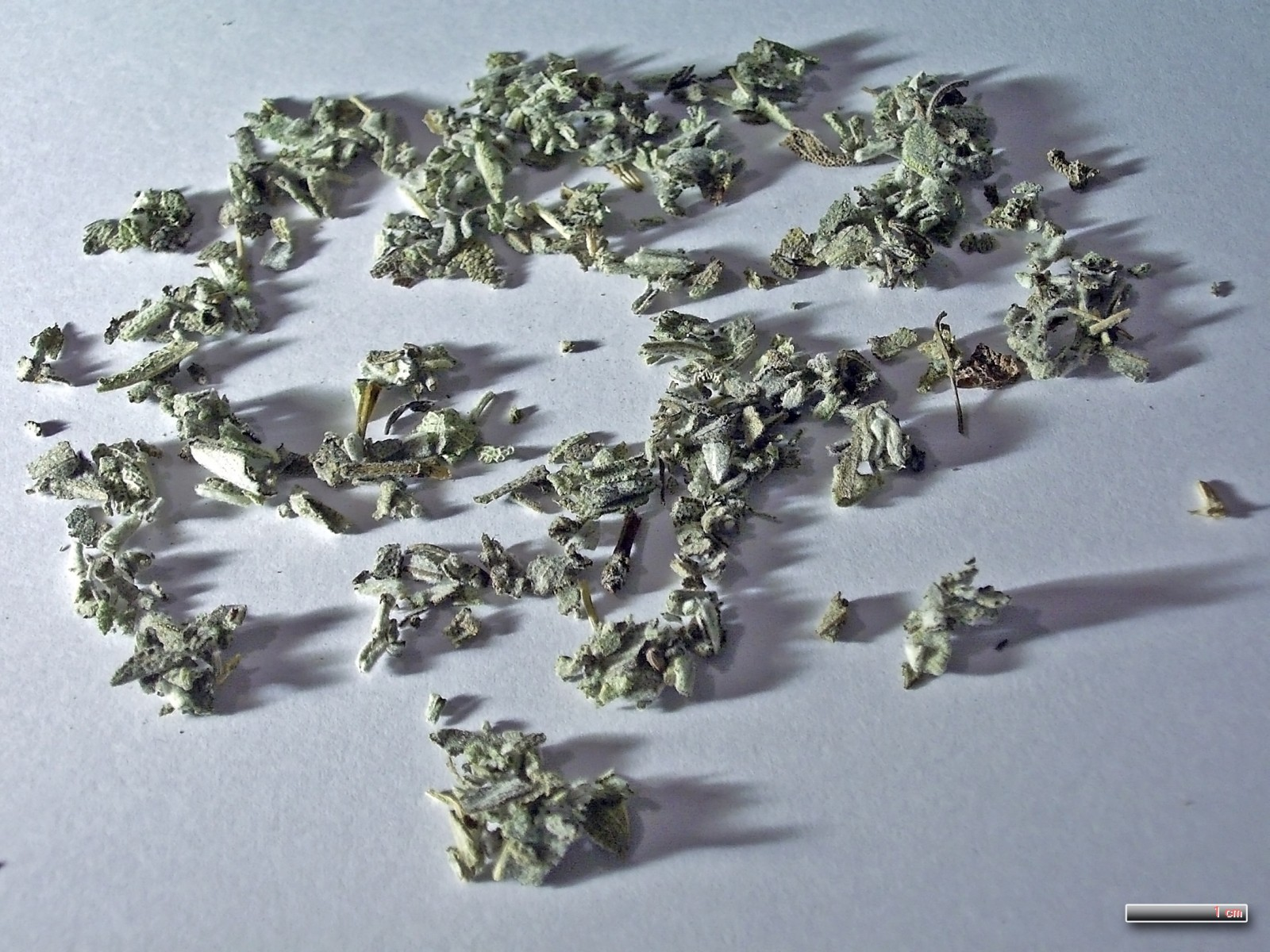
Echter Salbei in Form der Blattdroge (Salviae folium)

Traditionell ist die antivirale, bakterien-, entzündungshemmende sowie adstringierende, d. h. zusammenziehende Wirkung des Echten Salbeis bekannt. Bei Entzündungen des Mund- und Rachenraumes werden handelsübliche wässrige oder alkoholische Auszüge zum Gurgeln eingesetzt. Salbeitee kann ebenfalls zum Gurgeln benutzt oder getrunken werden. Ihm wird eine schweißhemmende Wirkung zugesprochen. Die Inhaltsstoffe des Heilsalbeis sollen außerdem sekretionsfördernd wirken und die Funktion des Nervensystems unterstützen.
Der Echte Salbei wirkt etwa bei Halsschmerzen als Kräutertee oder gegen übermäßiges Schwitzen. Neben der schweißhemmenden besitzt der Salbeitee auch eine verdauungsfördernde Wirkung. Beispielhaft erwähnt sei die Linderung von Magen- und Darmschmerzen nach einer Antibiotika-Therapie. Enthaltene trizyklische Diterpene wie Carnosol und Carnosolsäure besitzen eine antioxidative, antimikrobielle sowie chemoprotektive Wirkung gegen Karzinogene.
Salbeiöl
Salbeiöl ist ein grünlich-gelbes ätherisches Öl, das mittels Wasserdampfdestillation aus den Blättern des Gartensalbeis gewonnen wird. Es besteht vor allem aus Eucalyptol, Kampfer und Thujonen und kommt besonders bei desinfizierend wirkenden pharmazeutischen Zubereitungen zum Einsatz.

### Zierpflanze

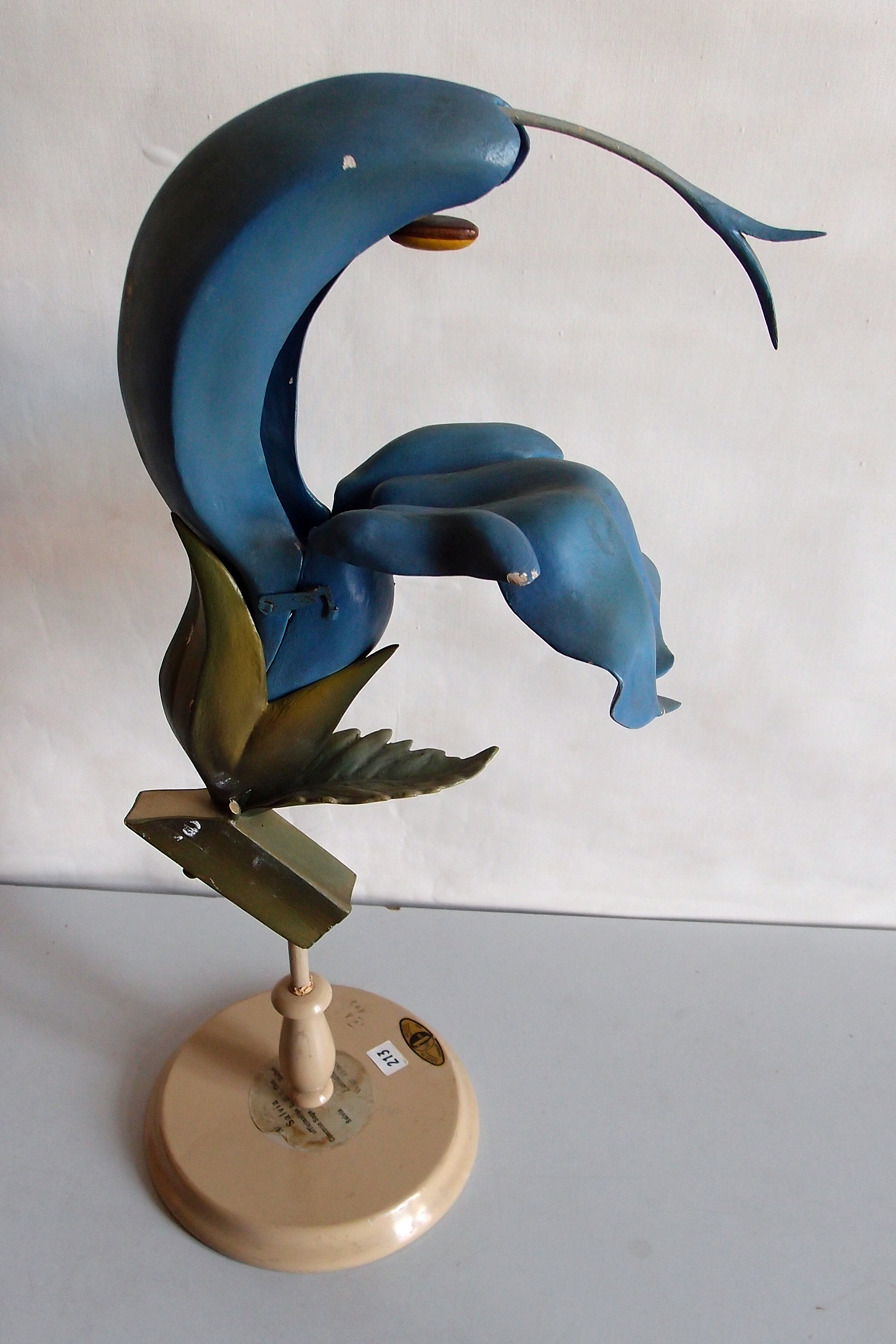
Modell einer Blüte von Salvia officinalis, Botanisches Museum Greifswald

Der Echte Salbei ist seit spätestens dem 9. Jahrhundert in Kultur. Er wird zerstreut in Bauerngärten und Staudenbeeten gepflanzt. Es wurden einige Sorten gezüchtet, die sich zum Beispiel durch rosa oder weiße Blüten auszeichnen. Die Vermehrung kann über Aussaat und Stecklingen erfolgen. In strengen Wintern empfiehlt sich im Freiland Winterschutz in Form von Koniferenzweigen oder einer Laubpackung.

## Geschichte
Die Anwendung als Heilpflanze, deren Name Salbei (entlehnt von gleichbedeutend lateinisch salvia) auf Lateinisch salvus (ganz, heil, gesund) beruht, geht bis in die Antike zurück.
Die Ärzte und Heilkundigen des Mittelalters und der Frühen Neuzeit schätzten den Salbei. Kaiser Karl der Große ordnete den Anbau im Capitulare de villis an. In dem um 840 n. Chr. von Abt Walahfrid Strabo verfassten Lehrgedicht Hortulus über die in Gärten kultivierten Heilpflanzen werden verschiedene Pflanzen aufgeführt, wobei der Salbei an erster Stelle genannt wird. Strabo bewertet das Kraut als hilfreich für die meisten Krankheiten. Als Anwendungsgebiete nennt er unter anderem Husten, schlecht heilende Geschwüre und Verdauungsbeschwerden.Paracelsus, Hildegard von Bingen, Lonicerus und Matthiolus verwendeten ihn bei akutem Fieber, Harnwegsleiden, Koliken, Erkältungen und Zahnschmerzen. Eine besondere Verwendung wurde der Pflanze bei der Behandlung der roten Blutruhr zuteil. Dem Salbei sagte man eine desinfizierende und konservierende Wirkung nach. So wurden die Zimmer, in denen sich Schwerkranke aufhielten, dadurch gereinigt, dass man Salbeiblätter auf Kohle verbrannte.
Ein im 14. Jahrhundert verfasster bairisch-alemannischer Salbeitraktat, der vor allem an medizinische Laien gerichtet war, aber auch von Ärzten benutzt wurde, beruht auf dem vor 1325 entstandenen Branntweintraktat des Taddeo Alderotti und empfiehlt ein auf Branntwein und Salbei basierendes aqua vitae (vgl. Aquavit) zur Erhaltung von Jugendfrische und für ein langes Leben.
Im Kreuterbuch der Fassung von 1551 beschrieb Hieronymus Bock den Salbei nicht nur als Heilpflanze, sondern auch als Küchenkraut.
Während der großen Pestepidemie von Toulouse im Jahre 1630 begannen Diebe ohne Furcht vor Ansteckung die Leichname auszuplündern. Sie wurden gefasst und die Ratsherren schenkten ihnen für die Preisgabe ihres Geheimnisses das Leben. Sie verwendeten in Essig eingelegten Salbei und ein wenig andere Zutaten wie Thymian, Lavendel und Rosmarin. Zum Schutz vor der Pest rieben sie sich damit den ganzen Körper ein. Ein Jahrhundert später in Marseille folgten andere Gauner diesem Beispiel.
Salbei gehörte früher auch zu den Mitteln, die Schwangeren helfen sollten. So empfahl die berühmte Londoner Hebamme Mrs. Jane Sharp in ihrem 1671 erschienenen Geburtshandbuch The Midwives Book, Or the Whole Art of Midwifery Discovered, dass eine Schwangere jeden Morgen ihren Körper mit einem mit Salbei gewürzten Ale stärken solle. Auch Hippokrates hatte Salbei als Uterus-Heilmittel verwendet.